# Caecidotea cumberlandensis
Caecidotea cumberlandensis is een pissebed uit de familie Asellidae. De wetenschappelijke naam van de soort is voor het eerst geldig gepubliceerd in 2000 door Lewis.